# Batman contre Dracula
Pour plus de détails, voir Fiche technique et Distribution.
Batman contre Dracula (The Batman vs. Dracula) est un film d'animation américain réalisé par Michael Goguen sur un scénario de Duane Capizzi. Ce long métrage fut publié uniquement sous format DVD. Cette itération de Batman est basée sur la série télévisée The Batman.

## Synopsis
À l'Asile d'Arkham, un prisonnier apprend au Joker et au Pingouin qu’il a dissimulé une immense fortune dans le cimetière de Gotham. Les deux criminels parviennent à s’évader dans l’espoir de mettre la main sur le trésor. Batman, lancé à leur poursuite, ne tarde pas à retrouver le Joker qui, après un combat, tombe dans la rivière et s’électrocute avec l’un de ses gadgets.
Au cimetière, le Pingouin pénètre dans un caveau où il découvre un cercueil renfermant un cadavre. Il se coupe en essayant d’ouvrir la pierre tombale et une goutte de sang redonne vie au corps : le comte Dracula est de retour. Celui-ci, après sa dernière défaite, a été exilé de Transylvanie et a été enterré à Gotham City. Le vampire hypnotise le Pingouin pour en faire son serviteur, puis attaque le gardien du cimetière le transformant en un vampire sous son contrôle.
Le lendemain, Bruce Wayne dîne avec Vicky Vale, une journaliste qui prépare un reportage sur le milliardaire. Le courant passant bien, les deux jeunes gens décident de se revoir, mais la nuit tombante rappelle son devoir à Bruce. Ce soir-là, Batman est attaqué par trois vampires, mais il parvient à leur échapper.
C’est ainsi que Dracula apprend l’existence de Batman pour qui il ressent immédiatement une vive curiosité. Il annonce à ses vampires qu’il fera de Gotham une cité de morts-vivants et qu’ils formeront l’élite de la société.
Sur les conseils du Pingouin, Dracula se rend à une réception donnée par Bruce Wayne. Là bas, sous le nom d’Alucard, le vampire fait la connaissance de Vicky Vale et hypnotise Bruce Wayne afin de l’attaquer sur la terrasse. Alfred intervient et, sans le savoir, sauve le jeune homme. Revenant à lui, Bruce fait le rapprochement entre Alucard et les vampires, mais il est trop tard, le comte a déjà quitté la soirée.
Un homme chauve-souris ayant été aperçu par des témoins, les médias ne tardent pas à soupçonner Batman des nombreuses disparitions qui se produisent à Gotham. Pendant ce temps, intriguée par l’attitude ambiguë du jeune milliardaire, Vicky Vale essaie d’en savoir plus sur le meurtre de ses parents. Elle ignore encore que, fasciné, Dracula a jeté son dévolu sur elle…
Cette nuit là, le vampire rencontre Batman et lui propose de se joindre à lui. Déclinant son offre, le héros masqué engage le combat, mais le vampire, qui possède une force et des réflexes surhumains, prend le dessus : Batman ne doit son salut qu’au lever du jour qui contraint son adversaire à fuir le combat.
Entre-temps, le Joker qui a survécu à son accident parvient au cimetière et retrouve la tombe où il espère mettre la main sur le butin. C'est alors qu'il est vampirisé par Dracula ! Un peu plus tard, un Joker mort-vivant attaque la banque du sang… Alerté par le Batwave, Batman arrive sur les lieux et parvient à capturer le criminel grâce à ses armes qui ont été traitées avec de l’ail.
De retour à la Batcave, Bruce décide de se servir du Joker comme cobaye afin de mener des recherches scientifiques : il est en effet persuadé que le vampirisme se transmet comme une maladie du sang et qu’il doit exister un remède. Néanmoins, la situation est urgente car le nombre de vampires croît de façon exponentielle. Imprégné dans ses recherches sur un générateur à énergie solaire, Bruce oublie son rendez-vous avec Vicky qui se retrouve seule dans les rues désertes, mais le jeune milliardaire parvient à trouver un remède pour guérir le Joker. Revenu à lui, ce dernier lui apprend où se trouve le repaire du vampire. Batman décide d’attaquer Dracula dès que le jour sera levé.
Malheureusement, Vicky est kidnappée par le vampire qui a besoin d'elle non pas pour en faire sa compagne, mais pour ramener à la vie sa fiancée Carmilla Karnstein, brûlée par le soleil voici plusieurs siècles.
Pressentant le danger qui menace la journaliste, Batman n’a d’autre choix que de se rendre directement au cimetière — muni d’une grande quantité de capsules contenant le sérum — où il parvient à guérir toutes les victimes de Dracula. Batman interrompt ensuite la cérémonie et Vicky Vale est sauvée in extremis.
Batman brise sa dernière capsule et comprend qu’il n’a que peu de chances contre le monstre… sauf s’il parvient à l’amener dans la Batcave ! Là-bas, le héros et Alfred envoient vers le vampire une capsule de sérum qui s’avère sans effet. Heureusement, le héros parvient à actionner son générateur à énergie solaire qui détruit finalement le prince des ténèbres.
Toutes les victimes de Dracula étant atteintes d’amnésie, les disparitions mystérieuses sont imputées au Pingouin. Seule Vicky Vale a conservé ses souvenirs de l’aventure.

## Fiche technique
- Réalisation : Michael Goguen, assisté de Seung Eun Kim, Sam Liu et Brandon Vietti
- Scénario : Duane Capizzi (inspiré des personnages de Batman de Bob Kane et de Dracula de Bram Stoker)
- Producteur : Jeff Matsuda et Linda M. Steiner
- Musique : Thomas Chase Jones
- Distribution : Warner Bros. Entertainment
- Durée : 83 minutes
- Pays de production :  États-Unis
- Langue : anglais
- Sociétés de Production : Warner Bros. Animation
- Sociétés de distribution : Warner Bros. Pictures (vidéo) et Warner Home Video (DVD)
- Date de sortie : 
  - États-Unis : 18 octobre 2005

## Distribution
- Rino Romano (VF : Adrien Antoine) : Bruce Wayne / Batman
- Peter Stormare (VF : Jean-Claude Donda) : Comte Dracula
- Tara Strong (VF : Laura Préjean) : Vicky Vale
- Tom Kenny (VF : Philippe Peythieu) : Le Pingouin
- Kevin Michael Richardson (VF : Pierre Hatet) : Le Joker
- Alastair Duncan (VF : Jacques Ciron) : Alfred Pennyworth